# Един Терзич
Едін Терзіч (хорв. Edin Terzić, pronounced [êdiːn těrziːtɕ]; 30 жовтня 1982, Менден, Північний Рейн-Вестфалія, ФРН) — німецький футболіст боснійсько-хорватського походження, нападник. Нині — футбольний тренер. З грудня 2020 року по червень 2021 року був в.о. головного тренера «Боруссії» (Дортмунд), а з 23 травня 2022 року призначений головним тренером цього клубу.

## Кар'єра
Терзич народився 30 жовтня 1982 року в Мендені (Північний Рейн-Вестфалія) у ФРН, в сім'ї робітників, що іммігрували з Югославії. Він має хорватське походження з материнської сторони та боснійське по батькові, а також має хорватське громадянство. За час своєї ігрової кар'єри Терзич грав у четвертому дивізіоні Німеччини за клуби «Клоппенбург», «Вестфалія 04» та «Ваттеншайд 09».
Влітку 2013 року завершив ігрову кар'єру в «Боруссії» (Дрешеде). У цьому клубі він встиг пограти під керівництвом свого брата — Алена, який старший за Едина всього лише на два роки. Незабаром обидва брати опинилися в структурі іншої «Боруссії» — дортмундської. Ален став займатися аналітикою і скаутингом, а незабаром очолив другу команду «Боруссії» на сезон Регіональної ліги Захід 2019/20 після відходу в «Гаддерфсілд Таун» Яна Зіверта, а Един у період з 2010 по 2013 рік працював скаутом і помічником тренера в молодіжній академії дортмундської «Боруссії», звітуючи перед тим керівнику першої команди Юргену Клоппу.
Є випускником Рурського університету в Бохумі, де вивчав спортивні науки.
Після цього Терзич був помічником тренера Славена Билича в турецькому «Бешикташі» між 2013 і 2015 роками та в «Вест Гем Юнайтед» з 2015 по 2017 рік. Його співпраця з Биличем розпочалася в 2012 році, коли Терзич склав і провів аналіз суперника перед матчем групового етапу збірної Хорватії проти Ірландії на Євро-2012. Задоволений аналізом, Билич запропонував йому приєднатися до нього на посаді помічника тренера московського «Локомотива», однак врешті-решт угода провалилася. Пізніше Билич запропонував Терзичу ще раз приєднатися до нього в «Бешикташі», і цього разу Терзич прийняв пропозицію після консультації з дортмундською «Борусією». Він пішов за головним тренером і у «Вест Гем Юнайтед» у 2015 році, але покинув клуб через два роки, коли Билич був звільнений 6 листопада 2017 року.
З 2018 року Терзич отримав тренерську ліцензію UEFA Pro після закінчення 18-місячного курсу Футбольної асоціації в Англії.
Терзич повернувся до дортмундської «Боруссії» в 2018 році, ставши помічником тренера першої команди після призначення нового головного тренера Люсьєна Фавра. Новоспечений тренер дортмундців покликав добре знайомого з клубною структурою і реаліями наставника в свій тренерський штаб. Един як асистент навіть встиг покерувати «Боруссією» в одному поєдинку Бундесліги, коли разом зі своїм колегою Манфредом Стефесом у сезоні 2018/19 очолював команду на грі проти «Гоффенхайма», оскільки Фавр пропустив матч через хворобу. Втім дебют вийшов невдалим. Ведучи 3:0 по ходу зустрічі, дортмундці дозволили супернику звести матч до нічиєї.
Після того, як Фавр був звільнений після поразки 1:5 проти «Штутгарта» у грудні 2020 року, 13 грудня Терзич був призначений тимчасовим головним тренером до кінця сезону 2020/21.
23 травня 2022 року призначений головним тренером «Боруссії» (Дортмунд).

## Титули і досягнення
- Володар Кубка Німеччини (1):

Боруссія (Дортмунд): 2021